# فرودگاه صحرایی بارت
فرودگاه صحرایی بارت (به انگلیسی: Barrett Field Airport) یک فرودگاه خصوصی است که یک باند فرود چمن دارد و طول باند آن ۴۷۲ متر است. این فرودگاه در شهر آتنا، اورگن کشور ایالات متحده آمریکا قرار دارد و در ارتفاع ۵۲۹ متری از سطح دریا واقع شده‌است.